# Diecezja Kannur
Diecezja Kannur – diecezja rzymskokatolicka w Indiach. Została utworzona w 1998 z terenu diecezji Kalikat jako sufragania archidiecezji Werapoly, od 2025 część metropolii Kalikatu.

## Ordynariusze
- Varghese Chakkalakal (1998–2012)
- Alex Joseph Vadakumthala (od 2014)